# Parti du centre (Pays-Bas)
Pour les articles homonymes, voir Parti du centre.
Le Parti du centre (Centrumpartij, prononciation néerlandaise : [ˈsɛntrəmpɑrˌtɛi], CP) est un ancien parti politique néerlandais, d'extrême-droite et nationaliste, ayant existé entre 1980 et 1986. Après de nombreuses luttes intestines et des poursuites judiciaires, il fut déclaré en faillite en 1986. Le parti a été peu après remplacé par le Parti du centre '86 (nl), qui deviendra de plus en plus radical, jusqu'à son interdiction en 1998.

## Résultats électoraux

### Élections législatives
| Année | Voix   | %   | Sièges  | Rang | Gouvernement |
| ----- | ------ | --- | ------- | ---- | ------------ |
| 1981  | 12 189 | 0,1 | 0 / 150 | 16e  |              |
| 1982  | 68 423 | 0,8 | 1 / 150 | 10e  | Opposition   |

### Parlement européen
| Année | %    | Voix    | Mandats | Rang | Groupe |
| ----- | ---- | ------- | ------- | ---- | ------ |
| 1984  | 1,27 | 134 877 | 0 / 25  | 8e   |        |